# NHL Hockey (jeu vidéo, 1980)
Pour les articles homonymes, voir NHL Hockey (jeu vidéo).
NHL Hockey (Le Hockey NHL ou Le Hockey de la LNH dans les versions destinées aux marchés francophones) est un jeu vidéo de hockey sur glace, sous licence de la ligue nationale de hockey nord-américaine (NHL), développé par APh Technological Consulting et édité par Mattel Electronics, sorti en 1980 sur la console Intellivision,. Il a également été commercialisé sous le nom Hockey par Sears.

## Système de jeu
NHL Hockey propose des parties de hockey sur glace à deux joueurs uniquement, à 4 équipiers contre 4. L'action est assez réaliste, reprenant des règles et des éléments de jeu comme le cercle d'engagement central, le banc de pénalité, les passes et les interceptions, et la possibilité de frapper les autres joueurs avec la crosse.

## Développement
La programmation est assurée par Ken Smith. Les illustrations du packaging sont de Jerrol Richardson.

## Héritage
Hockey est l'un des 6 titres sportifs qui devaient être intégrés dans Go for the Gold, un jeu prévu à l'occasion des Jeux olympiques d'hiver de 1984 mais finalement annulé en raison de la fermeture de Mattel Electronics.
En 1987, INTV édite Slap Shot: Super Pro Hockey, une version « améliorée » de NHL Hockey, qui reprend une bonne partie de son code source, ajoutant notamment un mode solo.
Hockey est présent, émulé, dans la compilation Intellivision Lives! (en) sortie sur diverses plateformes.
Le 11 août 2010, Hockey est ajouté au service Game Room (en) de Microsoft, accessible sur Xbox 360 et PC.